# Mathew Vattamattam
Mathew Vattamattam, C.M.F. (Kalathoor, Índia, 4 de outubro de 1959) é presbítero indiano da Igreja Católica Romana e superior geral da Congregação dos Missionários Filhos do Imaculado Coração de Maria desde outubro de 2015.

## Biografia
Nasceu em 1959 em Kalathoor, Kerala, Índia. Fez seus estudos básicos na Escola Santa Maria, Kalathoor, e os secundários na Escola São João, Kanjirathanam. Ingressou na Congregação dos Claretianos em Claret Bhavan, Kuravilangad, a casa-mãe dos claretianos na Índia, em 3 de julho de 1974. Fez sua primeira profissão em 31 de maio de 1978 e a perpétua em 31 de maio de 1984. Foi ordenado sacerdote em 10 de maio de 1986.
De 1986 a 1987, serviu como promotor vocacional assistente e formador assistente de aspirantes em Claret Bhavan. De 1987 a 1988, foi nomeado promotor vocacional e assistente para formação no Seminário Menor de Belgão. De 1988 a 1989, foi assistente na Paróquia Santa Maria, em Champakulam, Kerala. De 1989 a 1994, estudou para uma licenciatura em teologia sistemática e em psicologia na Pontifícia Universidade Gregoriana em Roma.
Foi diretor da Casa de Retiro Claret Nivas em Bangalor e assistente do Mestre de Noviços, de 1994 a 1996, e foi o próprio mestre de noviços da província de Bangalor, de 1996 a 2003.
No 23º capítulo geral, acontecido em Roma, em 2003, foi eleito consultor geral e prefeito de formação, sendo reconduzido para o mesmo cargo em 2009. Em 5 de setembro de 2015, foi eleito o 13º superior geral da Congregação dos Missionários Filhos do Imaculado Coração de Maria, sucedendo ao Pe. Josep Maria Abella Batlle, C.M.F..
Em 30 de agosto de 2021, foi reeleito para um segundo sexênio.